# August Ferdinand Riccius
August Ferdinand Riccius (Bernstadt, Regne de Saxònia, 1819 - Carlsbad, Bohèmia, 1886) fou un compositor alemany.
Per anar passant el temps va aprendre música, mostrant tan bones disposicions, que als nou anys ja tocava el violí i la flauta. Això no obstant, els seus pares volien fer-li seguir una carrera literària, i estudià, successivament, en l'Institut de Zittau i en la Universitat de Leipzig, però acabà per a dedicar-se exclusivament a la música. El 1849 fou nomenat director dels concerts Euterpe de Leipzig i el 1854 director de l'orquestra del Teatre Municipal de la mateixa ciutat, càrrec que desenvolupà per espai de deu anys, passant després per Hamburg on ocupà el mateix càrrec. Mentre va romandre en la ciutat de Leipzig va tenir diversos alumnes, entre ells a Ludwig Meinardus.
Va compondre nombrosos fragments per a drames i òperes, una obertura, peces per a piano, lieder, un Stabat Mater, etc.Publicà nombrosos articles de crítica musical en el Hamburger Nachrichten.
Un nebot seu Carl August Gustav Riccius (1830-1896), també fou un conegut compositor.